# Assassinato de Gabriela Prado
O Caso Gabriela Prado se refere ao assassinato da jovem Gabriela Prado Maia Ribeiro ocorrido em 25 de março de 2003 no Rio de Janeiro. O caso mobilizou uma campanha que levou ao Congresso Nacional um documento com propostas de mudanças que visam alterar vários itens do Código Penal Brasileiro. Graças à tragédia, foram recolhidas 1,2 milhão de assinaturas.

## O caso
A 25 de março de 2003, por volta de 15h30, um grupo de quatro assaltantes (Luiz Augusto Castro de Souza o "Lídio", Carlos Eduardo Soares Ramalho o "Nego", Rafael Gomes o "Gago" e Paulo de Souza Magalhães da Silva o "Paulinho") roubou R$ 619 da bilheteria da estação de metrô São Francisco Xavier, na Tijuca, além de bilhetes de viagem e vales-transporte. Luiz Carlos e Carlos Eduardo, com armas de fogo, renderam dois bilheteiros e um segurança, fazendo-os entregar todo o dinheiro que havia nas bilheterias. Luiz Augusto e Paulo, também com armas de fogo, permaneceram próximos às bilheterias para garantir a execução da ação. Em seguida, a quadrilha se deparou com Renato Lemos Naiff, policial civil do Distrito Federal que se encontrava no local para comprar um bilhete. Ao perceber que o policial tinha um volume embaixo da camisa e imaginando ser uma arma, Carlos Eduardo o rendeu, aplicando-lhe uma gravata. Luiz Carlos, então, efetuou vários disparos contra Naiff, causando-lhe lesões corporais graves. Com o policial no chão, Carlos Eduardo pegou sua arma. Quando estava em fuga, o grupo rendeu Luiz Carlos da Costa Carvalho Neto, policial civil do Rio que descia as escadas, havendo troca de tiros, que feriram o policial e alvejaram a estudante Gabriela Prado Maia Ribeiro, que também descia as escadas no momento. Logo após, na Rua Doutor Satamini, Luiz Augusto, Luiz Carlos e Paulo roubaram um veículo Chevrolet Astra. Os demais fugiram pelos trilhos do metrô.

### Apoio e solidariedade
Nos dias que sucederam a tragédia, os pais de Gabriela foram consolados por muitas pessoas, inclusive famosas como a escritora Glória Perez, que também sofreu perda irreparável com o brutal assassinato de sua filha Daniela Perez em 1992, fato que gerou uma campanha encabeçada por Glória que resultou na primeira iniciativa popular do Brasil com a inclusão do homicídio na Lei de Crimes Hediondos.

### Despedida à Gabriela
Em 6 de abril de 2003, os pais de Gabriela lançaram as cinzas da filha nas águas da praia da Barra da Tijuca (o corpo foi cremado no dia 27 de março), em uma homenagem que teve a participação de várias outras pessoas, como os colegas de escola de Gabriela.